# Schamlippen

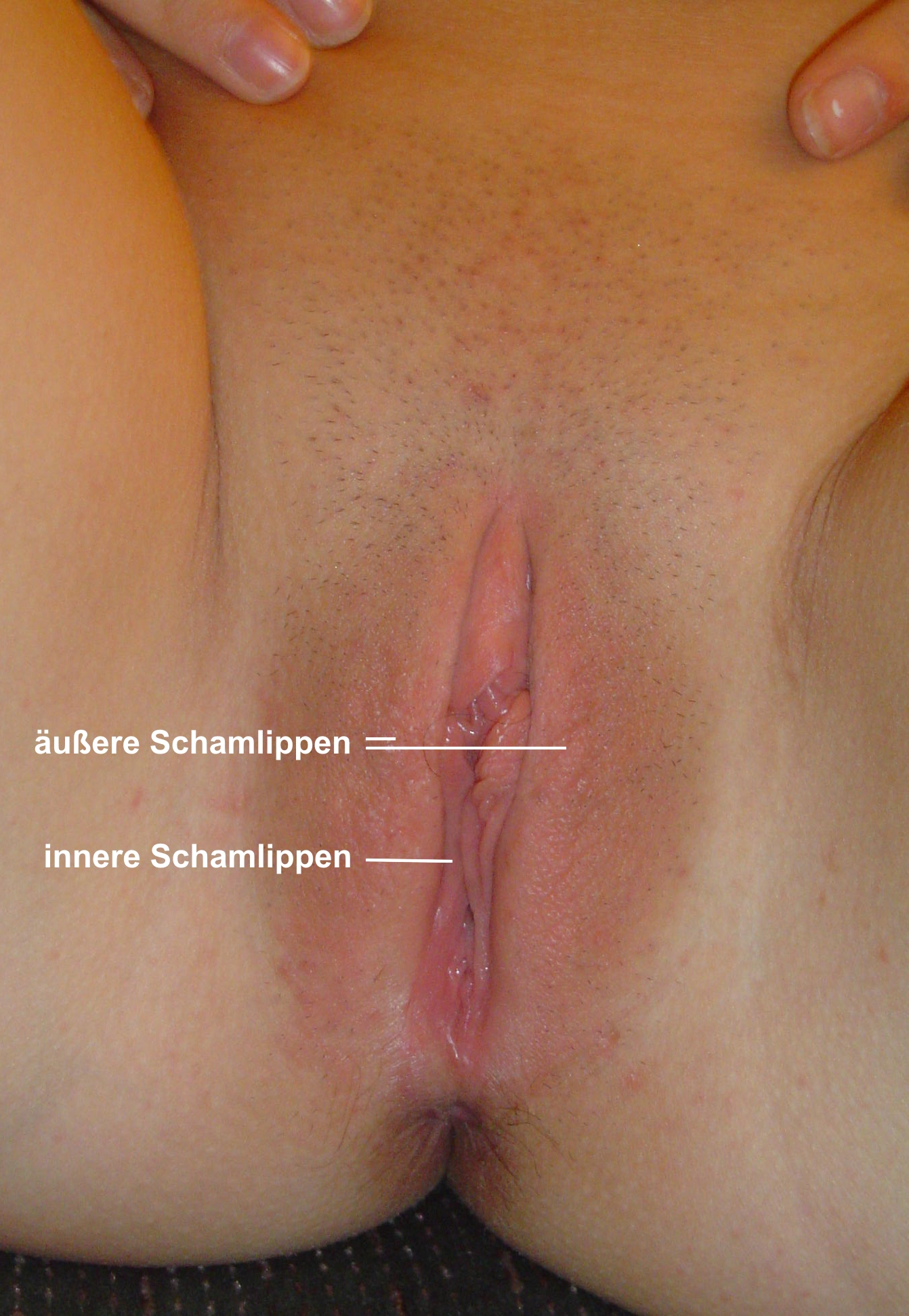
Äußere (Labia majora pudendi) und innere Schamlippen (Labia minora pudendi) bei einer Vulva nach Schamhaarentfernung

Die Schamlippen (anatomischer Fachbegriff: Labia vulvae, übersetzt „Vulvalippen“, von lateinisch labium „Lippe“ und vulva; veraltet auch Labia pudendi von lateinisch pudendum „die Schamteile“) oder umgangssprachlich Labien sind ein doppelt paariger Teil der äußeren weiblichen Geschlechtsorgane, die in ihrer Gesamtheit als Vulva bezeichnet werden. Außerdem sind, wie für alle anderen äußeren Geschlechtsorgane, zahlreiche unterschiedliche umgangssprachliche Bezeichnungen geläufig.
Beim Menschen und den anderen Primaten unterscheidet man die großen Schamlippen (großen Vulvalippen), Labia majora pudendi, von den kleinen Schamlippen (kleinen Vulvalippen), Labia minora pudendi. Bei den anderen Säugetieren gibt es nur ein Paar Schamlippen, die den kleinen Schamlippen entsprechen.

## Allgemeine Merkmale
Die Größe und die Gestalt der Schamlippen variieren von Frau zu Frau. Die Definition einer Normalausprägung beziehungsweise etwaige Merkmale einer pathologischen Abweichung sind von daher aus biologischer Sicht problematisch. Jedoch ist die Bewertung von Form und Ausprägung der Schamlippen durch starke gesellschaftlich-kulturelle Norm- und Schönheitsvorstellungen beeinflusst.
Die Haut der Schamlippen wird wie am übrigen Körper von Hautanhangsgebilden begleitet. Zusätzlich finden sich im Bereich der Schamlippen die Fordyce-Drüsen, das sind freie Talgdrüsen im Genitalbereich, ferner finden sich noch freie Talgdrüsen im Bereich Klitorisvorhaut als Tyson-Drüsen. Natürlicherweise, also ohne den Eingriff des menschlichen Individuums (siehe Body-Modification), bildet sich mit dem Beginn der Pubertät als Teil der Körperbehaarung und somit als sekundäres Geschlechtsmerkmal die Schambehaarung heraus.
Beim weiblichen Neugeborenen gilt das Bedecktsein der kleinen durch die großen Schamlippen als ein entwicklungsspezifisches sogenanntes Reifezeichen. Die kutanen Epithelien der Schamlippen und der Klitoris entstammen dem embryonalen Ektoderm und weisen eine keratinisierte, geschichtete Struktur auf. Während der Pubertät entwickelt die Vulva in Reaktion auf die adrenale und gonadale Reifung geschlechtsreife Merkmale.
|  |  | - Frontalansicht - Geringer ausgeprägte innere Schamlippen - Stärker ausgeprägte innere Schamlippen | - Detailansicht - Geringer ausgeprägte innere Schamlippen - Stärker ausgeprägte innere Schamlippen |

## Die großen (äußeren) Schamlippen
Die großen Schamlippen (lat. Labia majora pudendi, Singular Labium majus pudendi) verlaufen vom Venushügel (Mons pubis) bis zum Damm. Sie umrahmen Klitoris, Harnröhrenöffnung und Scheideneingang. Die großen Schamlippen enthalten Fettgewebspolster und sind von pigmentierter Felderhaut bedeckt.
Bei der erwachsenen Frau sind sie im natürlichen Zustand zum Teil mit Schamhaaren bewachsen. Beide großen Schamlippen bilden die Schamspalte (Rima pudendi), ihre obere Vereinigungsstelle wird als Commissura labiorum anterior, die hintere als Commissura labiorum posterior bezeichnet.
Bei den Nicht-Primaten, bei denen die großen Schamlippen fehlen, werden der obere und untere Schamwinkel (Commissura labiorum dorsalis und ventralis) und die Schamspalte von den Labia pudendi (Syn. Labia vulvae) gebildet, die den kleinen Schamlippen des Menschen entsprechen.
Direkt unter der Haut befindet sich eine schwach entwickelte Schicht aus glatter Muskulatur, die als Tunica dartos labialis bezeichnet wird und die Haut in feine Runzeln zusammenziehen kann. In der Unterhaut liegt das von Waldeyer beschriebene Corpus adiposum labii majoris, ein zusammenhängender, bindegewebig strukturierter Fettgewebskörper, der die Größe und die Form der Labia majora bestimmt. In Richtung zum Unterhautfettgewebe, also zur Haut hin, wird der Fettgewebskörper durch eine elastisch-bindegewebige Hülle umgeben, welche aber siebartige Lückenbildungen aufweist. Diese wurde von Kehrer und Jaschke (1929) als Fascia superficialis cribriformis bezeichnet. Durch deren Lücken steht der labiale Fettgewebskörper in gewisser Beziehung zum subkutanen Fettgewebe der vorderen Bauchwand.

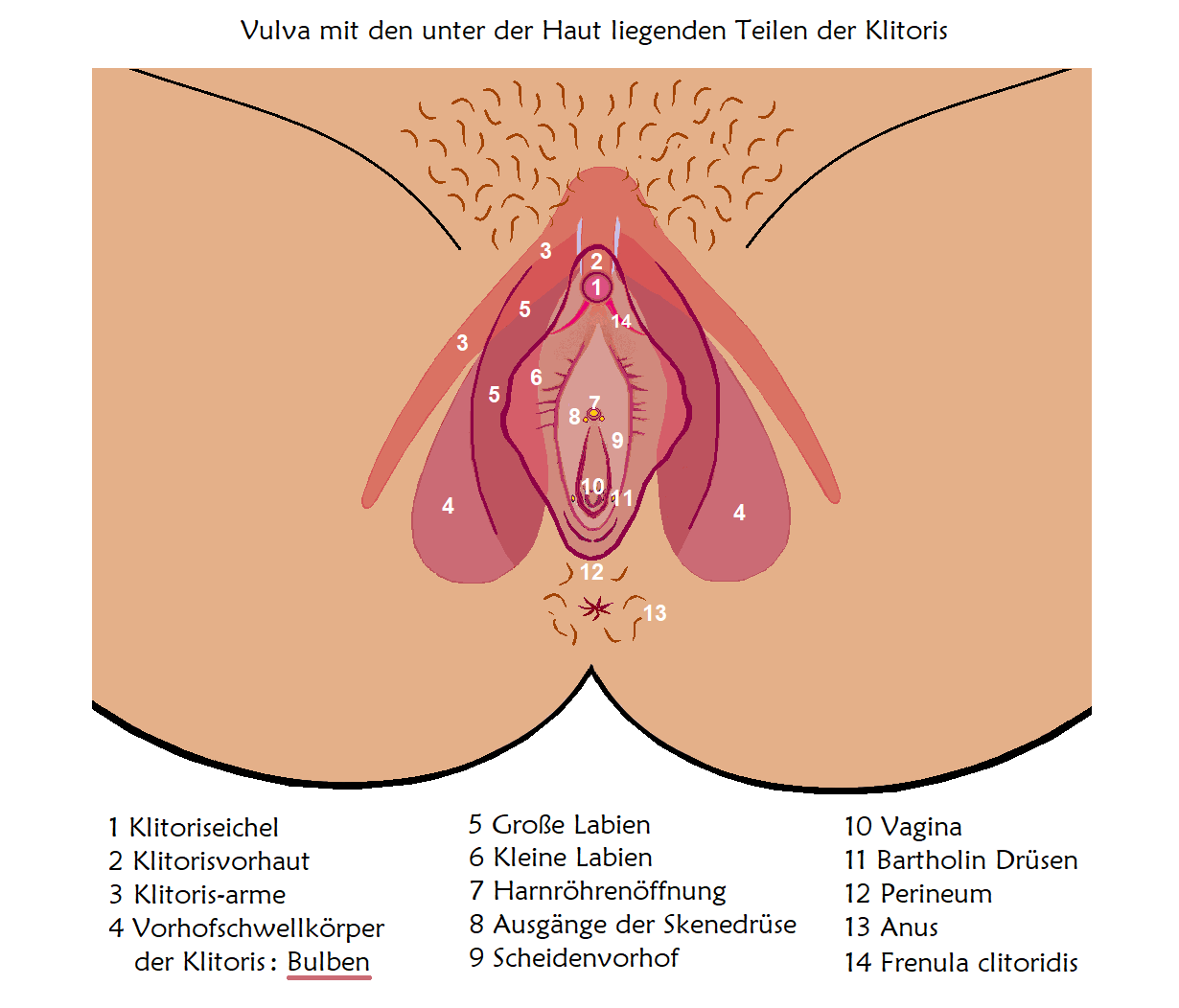
Vulva mit den sichtbaren und unter den Schamlippen liegenden Teilen der Klitoris.

Unter der Fettschicht der großen Schamlippen befinden sich die seitlich verlaufenden Schwellkörperschenkel der Klitoris, Crura clitoridis und Bulbi vestibuli, wodurch die großen Schamlippen empfänglich für die Stimulation der darunterliegenden Schwellkörper sind.

## Die kleinen (inneren) Schamlippen
Die kleinen Schamlippen (lateinisch Labia minora pudendi, Singular Labium minus pudendi), auch als nymphae bezeichnet, begrenzen seitlich den Scheidenvorhof und treffen an der Klitoris (Kitzler) zusammen. Sie sind dünne, fettfreie, an der Außenseite stark pigmentierte Hautfalten aus mehrschichtigem Plattenepithel. Die Innenseiten sind wenig pigmentiert, unverhornt und enthalten Talgdrüsen. Die kleinen Schamlippen laufen vorne in je zwei Falten auseinander, wobei die vordere Falte sich mit der Gegenseite zur Klitorisvorhaut (Praeputium clitoridis) vereinigt. Die jeweils hintere Falte endet als Kitzlerzügel (Frenulum clitoridis) direkt an der Klitoris.
Die kleinen Schamlippen reagieren empfindlich auf Berührungen, bei sexueller Erregung füllen sie sich mit Blut, färben sich dunkler und schwellen an. Bei manchen Frauen wird dadurch der Scheideneingang freigelegt oder die Schamspalte etwas geöffnet.
Bei den meisten Säugetieren ist die Vorhaut des Kitzlers mit dessen Eichel (Glans clitoridis) verwachsen, bei Pferden und Hunden umgibt das Praeputium clitoridis ein Grübchen (Fossa clitoridis), in dem die Eichel des Kitzlers freiliegt.

### Hormoneinflüsse
Es spielen sowohl heriditäre Einflüsse, die sich direkt auf die Morphologie auswirken können, eine Rolle als auch die hormonelle Balance beeinflussende Faktoren. Auch der Zeitpunkt in der Lebensphase beziehungsweise im Reproduktionszyklus spielt eine Rolle. Im Allgemeinen aber fördern Östrogene über ihre Wirkung auf die in den Geweben vorhandenen Steroidrezeptoren die Entwicklung und das Wachstum der kleinen Schamlippen (Labia minora pudendi), ferner eine Erhöhung der Vaskularisation und allgemein der Anschwellung (Tumeszenz) der Vulva mit einer Proliferation des sie bedeckenden Epithels. Die Östrogene hemmen die Talgdrüsen, aber stimulieren auch die akzessorischen Geschlechtsdrüsen, so etwa die Bartholinsche Drüse (Glandula vestibularis major). Die großen Labien, die Klitoris und der Venushügel stehen dagegen mehr unter dem zusätzlichen Einfluss von Androgenen. So fördern die Östrogene die Verhornung der Keratinozyten in der Vulvaepidermis; Androgene und Progesteron hingegen hemmen sie.

### Ausprägung der Labia minora
Die inneren kleinen Schamlippen sind bei einigen Frauen in stehender Körperhaltung vollständig durch die äußeren Schamlippen verdeckt, zumeist stehen sie aber hervor. In Größe und Ausprägung gibt es weitreichende Vielfalt.
Die Pigmentierung der inneren Schamlippen ist in der Regel dunkler als die der umgebenden Haut.
Die individuellen Ausformungen der menschlichen Vulvae unterliegen wie bei jedem anderen Körperorgan einer genetischen Variabilität:

### Hypertrophie
Als Hypertrophie der Labia minora wird eine stärkere Ausprägung der inneren Schamlippen bezeichnet. Diese kann entweder durch genetische Veranlagung bedingt sein oder durch Alterungsprozesse entstehen. Dabei gibt es keine absoluten Maße, ab welcher Ausprägung eine Hypertrophie gegeben ist. Eine objektiv medizinische Größenfeststellung, ab wann eine sogenannte „Labienhypertrophie“ vorliegen soll, ist deshalb nicht möglich. Vielmehr zählt hier die mögliche subjektive Beeinträchtigung der Patientin als Maßstab dafür, ob ein „Krankheitswert“ vorliegt. Zu bedenken ist auch, dass der (funktionelle) Verschluss durch ein Aneinanderliegen der beiden Labium minus biologisch sinnvoll sein kann, da hierdurch eine mögliche Infestation oder gar Infektion behindert wird.

#### Diagnosekriterien
Ab welchem Ausprägungsgrad von einer Hypertrophie zu sprechen ist, wird verschieden definiert. Von einigen Autoren wird eine Länge von vier Zentimeter als Kriterium angesetzt. Andere orientieren sich an der Größe in Relation zu den äußeren Schamlippen: so wird ein Hervorstehen vor die äußeren Schamlippen als Kriterium genannt, einige Autoren sprechen schon von einer „starken Hypertrophie“ ab einer Länge von drei Zentimetern. Plastische Chirurgen teilen vereinfacht ein in eine Class I unter zwei Zentimeter, Class II zwei bis vier Zentimeter und Class III größer vier Zentimeter.
Bei Vorliegen einer „Hypertrophie“ kann eine Operation medizinisch in Betracht gezogen werden. Eine Notwendigkeit dafür besteht jedoch nur bei persönlichem Unbehagen und Einschränkungen der betroffenen Frau; ein Krankheitswert besteht andernfalls nicht und ist als Normvariante aufzufassen.

#### Hypertrophie im historischen Medizindiskurs
Über die Frauen der Khoi Khoi – früher „Hottentotten“ genannt – wurde von Ethnologen des 19. Jahrhunderts berichtet, dass sie über ungewöhnlich vergrößerte innere Schamlippen verfügten, die deutlich sichtbar über die äußeren Schamlippen hinausragten. Im Zusammenhang mit den Berichten wurde in der ethnologischen Literatur der ersten Hälfte des 19. Jahrhunderts der Begriff „Hottentottenschürze“ zur Bezeichnung auffallend großer weiblicher Genitalien geprägt. Die Objektivität der Quellen ist fraglich, da viele Studien dieser Zeit von rassistischen Vorurteilen geprägt sind und Übertreibungen und verzerrte Berichte tatsächlich vorhandener Befunde nicht auszuschließen sind. Auch war es im 19. Jahrhundert durchaus üblich, als „Stubenethnologe“ zu arbeiten, also ohne eigene Feldforschung aus zweiter oder dritter Hand Völker und ihre Eigentümlichkeiten zu beschreiben.
Bei Afrikanerinnen wurden hypertrophe innere Schamlippen von einigen damaligen Medizinern und Anthropologen als Rassenmerkmal interpretiert. Diskutiert wurde, ob die „eigenartigen Bildungen“ angeboren seien, während der Entwicklungsjahre auf natürliche Weise entstehen oder durch „künstliche Manipulationen“ – Masturbation oder künstliches Dehnen – erworben werden. Unabhängig davon, ob die Größe der Schamlippen als Masturbationsfolge oder als natürliche Variation gedeutet wurde, war sie mit einer rassistischen Abwertung verbunden: Die „Hottentottenschürzen“ wurden als Ausdruck einer größeren „Lüsternheit“ und „Schändlichkeit“ wie auch als Beleg für eine engere Verbindung zwischen Afrikanern und Affen gewertet.
Andere Mediziner verstanden die „Hottentottenschürze“ als eine allgemein verbreitete Varietät, die sich bei Frauen weltweit finden ließ. Wurde bei europäischen Mädchen und Frauen eine Vergrößerung der Klitoris oder der Schamlippen beobachtet, wurde auch dies „Hottentottenschürze“ genannt. „Hottentotten“ waren von europäischen Ethnologen auf der untersten Ebene der Rassen angesiedelt, und verlängerte Schamlippen galten im Europa der damaligen Zeit als Hinweis auf die vermeintlich krankheitsverursachende Masturbation der Betroffenen. So trug die Bezeichnung als „Hottentottenschürze“ mit dazu bei, dass eine mögliche Normvariante der Labiengröße in eine behandlungsbedürftige Erkrankung umgedeutet wurde. Den Wissenschaftlerinnen Camille Nurka und Bethany Jones der Australian National University zufolge prägt dieser Diskurs im Sinne einer kollektiven, unbewussten Wertung nach wie vor die in der westlichen Welt verbreitete Einstellung zu sichtbar ausgeprägten Schamlippen.
Zu bedenken ist aber auch, dass es sich in manchen Fällen der von den Beobachtern beschriebenen „Hottentottenschürze“ um Formen einer Elephantiasis, genauer einer Elephantiasis der Vulva, gehandelt haben könnte.

## Schönheitsideale und Einstellungen beider Geschlechter
Im Jahr 2018 wurde in einer wissenschaftlichen Untersuchung der Frage nachgegangen, welche Einstellungen und ästhetischen Präferenzen bezüglich der Vulva existieren und ob sich diese zwischen Frauen und Männern unterscheiden. Die befragten Personen sollten hierzu ihre subjektiven Einschätzungen und Wertungen angeben. Darüber hinaus wurden die Reaktionen auf fotografische Abbildungen der weiblichen Genitalien in verschiedenen Ausprägungen erfasst. Hintergrund der Studie war die verbreitete Unzufriedenheit und Unsicherheit von Frauen bezüglich des Aussehens ihrer Vulva und, daraus resultierend, die stark zunehmende Nachfrage nach kosmetischen Operationen im Genitalbereich, insbesondere der Schamlippenverkleinerung.
Klare Geschlechtsunterschiede zeigten sich bezüglich der Größenausprägung der inneren Schamlippen. Frauen zeigten eine starke Präferenz für gering ausgeprägte innere Schamlippen, die nicht über die äußeren Schamlippen herausragen. Demgegenüber waren die Präferenzen von Männern weniger klar gefasst: Männer bewerteten große wie auch kleine innere Schamlippen als ähnlich „erotisch“ und „ästhetisch“.

„Große Labia minora wurden in den hier vorgelegten Daten von Männern deutlich besser bewertet als von Frauen. Auffällig ist der hohe negative Mittelwert bei den befragten Frauen im Gegensatz zu dem positiven Mittelwert der Männer. Dies bedeutet, dass Vulven mit großen inneren Schamlippen von den Teilnehmerinnen deutlich negativer bewertet wurden als von Männern […] Diese Ergebnisse zeigen, dass Männer weniger streng bewerten als Frauen.“

Die Haltung bezüglich der äußeren Schamlippen sowie Klitoris und Klitorisvorhaut zeigten denselben Geschlechtereffekt, wenn auch weniger deutlich. Es zeigte sich kein Zusammenhang zwischen den Einschätzungen mit der sexuellen Vorerfahrung bei Männern oder mit Persönlichkeitseigenschaften (der Aufgeschlossenheits-Dimension des Fünf-Faktoren-Modells) bei Männern oder Frauen.

## Kosmetische und chirurgische Veränderungen

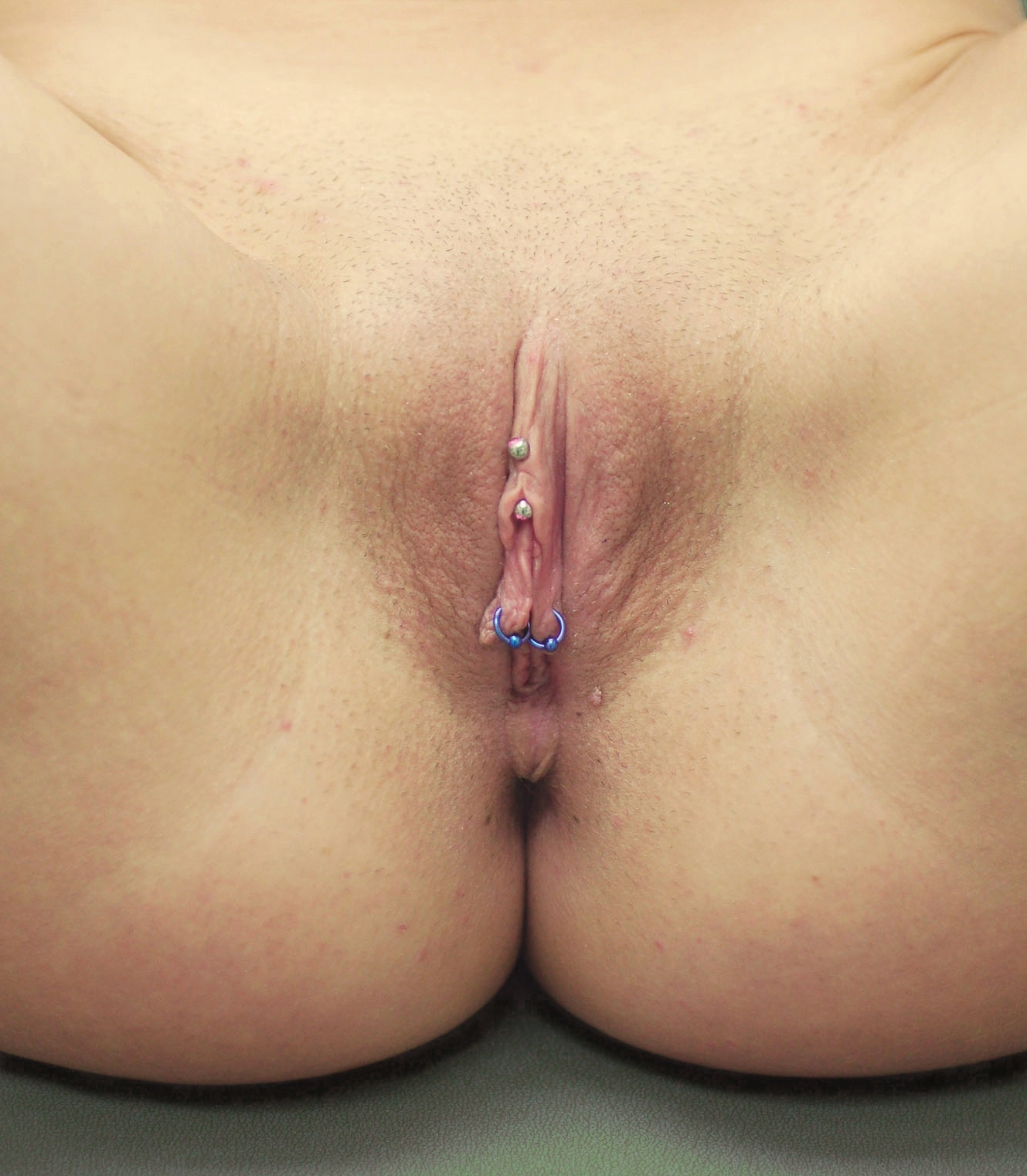
Piercing der inneren Schamlippen und der Klitorisvorhaut

Die Entfernung der Schambehaarung ist in vielen Kulturkreisen verbreitet und gehört auch im westlichen Kulturkreis zur Normalität. Auch Piercings im Bereich der Schamlippen verzeichnen eine wachsende Popularität.
Die gesellschaftlichen Schönheitsvorstellungen bezüglich der Ausgeprägtheit der Schamlippen, insbesondere der kleinen Schamlippen, können zwischen den Kulturkreisen stark variieren. In zahlreichen Kulturen kommt es daher zu operativ-chirurgischen Eingriffen, die Form und Größe der Schamlippen permanent verändern.
Kritikern an modernen schönheitsmotivierten operativen Schamlippenveränderungen gab Eva Berendsen in der Frankfurter Allgemeinen eine Stimme: „Kritiker finden, damit unterwürfen die Ärzte nun auch noch das weibliche Genital dem Optimierungswahn unserer Zeit.“ Wissenschaftlich setzte sich mit diesem Thema die Psychoanalytikerin Ada Borkenhagen auseinander, die von einer weltweiten Zunahme berichtet und für Deutschland im Jahr 2011 „mehr als 5400 Eingriffe an den kleinen Schamlippen“ konstatierte. Über die psychosoziale Bedeutung von Intimmodifikationen gab sie gemeinsam mit Elmar Brähler in den Beiträgen zur Sexualforschung einen Sammelband heraus, über kulturgeschichtliche, ethische und medizinpsychologische Aspekte der Schönheitsmedizin wurde im Jahr 2016 unter ihrer Mitwirkung eine Aufsatzsammlung herausgegeben.

### Schamlippenvergrößerung
Im Rahmen der kosmetischen Chirurgie kann eine Aufpolsterung, das heißt eine Vergrößerung des Volumens, der äußeren Schamlippen durchgeführt werden. Dieser Eingriff geschieht aus rein ästhetischen Gründen, um einer altersbedingten Erschlaffung des Gewebes entgegenzuwirken.
Bei einigen Ethnien in Ruanda und Uganda wird bis in die Gegenwart eine Dehnung der inneren Schamlippen praktiziert, um einem Schönheitsideal zu entsprechen. Dabei wird von Beginn der Pubertät an kontinuierlich durch Dehnen und Ziehen der inneren Schamlippen ihre Vergrößerung erreicht. Zusätzlich werden mitunter Pflanzenextrakte, beispielsweise der Koloquinte oder dem Behaarten Zweizahn, verwendet.
Männer aus dem Volk der Baganda in Uganda brachten in einer Befragung die Ansicht zum Ausdruck, dass das sexuelle Erleben beider Partner infolge ihres angewandten Brauchs der Vergrößerung der inneren Schamlippen verbessert werde.

### Schamlippenverkleinerung
Die Schamlippenverkleinerung stellt eine Form der Labioplastik dar, wobei die Schamlippen (meistens die inneren, seltener auch die äußeren Schamlippen) chirurgisch verkleinert werden. Die gelegentlich als übergroß empfundenen inneren Schamlippen führen dazu, dass einige Frauen diesen operativen Eingriff durchführen lassen. Die Operation wird in seltenen Fällen aus medizinischer Notwendigkeit – Probleme beim Fahrradfahren oder Reiten, Scheuern der Kleidung oder Leidensdruck im Sexualleben – meistens jedoch aus ästhetischen Gründen praktiziert.

### Weibliche Genitalverstümmelung
Hauptverbreitungsgebiet der Beschneidung weiblicher Genitalien ist Afrika, die Praxis ist jedoch auch für einige Länder Asiens dokumentiert und seit den 1970er Jahren innerhalb von Migrantenpopulationen in Australien, Nordamerika und Europa. Dabei werden die äußeren Genitalien in unterschiedlichen Graden beschnitten; auch die Schamlippen können teilweise oder vollständig entfernt werden. In seltenen Fällen findet darauf folgend ein Verschluss der Schamspalte statt, um eine Penetration der Vagina zu verhindern. Eine medizinische Indikation gibt es nicht. Tradition wird als wichtigster Grund für diese Praxis angenommen, in islamischen Regionen werden auch religiöse Gründe angeführt, sie hat jedoch ihre Wurzeln in vorislamischer Zeit. Häufig treten Probleme infolge des Eingriffs auf, die durch das hohe Infektionsrisiko unter oftmals unhygienischen Operationsbedingungen verursacht werden. Unter Umständen kann der Eingriff durch Infektionen zum Tod führen.

## Schamlippen im gesellschaftlichen Diskurs

### Kritik an der Bezeichnung „Schamlippe“
Die hochdeutsche Bezeichnung Schamlippen wurde ursprünglich abgeleitet von dem altdeutschen scama beziehungsweise dem angelsächsischen scamu, „das zu Bedeckende“. Zu Herkunft und Bedeutung findet sich im Duden:
„Scham bedeutet ursprünglich Beschämung oder Schande […] später wurde es auch verhüllend für Geschlechtsteile gebraucht.“
Die Vorsilbe Scham- als Bezeichnung der weiblichen Geschlechtsteile wird daher teilweise kritisiert. Es sei problematisch, ein menschliches Körperteil begrifflich mit der Emotion der Scham zu verknüpfen. Volkmar Sigusch folgert in seinem 2005 veröffentlichten Essay Lippen der Scham:
„Obgleich alle Ausdrücke, die die sexuelle Sphäre durchgeistern, problematisch sind, ist es doch nicht gleichgültig, welches Wort wir benutzen. Denn sie lassen darauf schließen, wie etwas empfunden, gesehen und ideologisch-theoretisch eingeordnet wird. Hinter jedem Ausdruck steht eine Geschichte oder eine Intention, die oft so sehr in Fleisch und Blut übergegangen ist, dass wir sie nur mit Mühe erkennen können. Ich sage also nicht, es sei egal, welche Ausdrücke wir benutzen, es sei gleichgültig, ob wir von Schamlippen sprechen oder von Labien oder von Venuslippen.“
Die Journalistin Gunda Windmüller und die Kulturwissenschaftlerin Mithu Sanyal starteten 2018 eine Petition mit dem Ziel, den Begriff Schamlippen durch den Begriff Vulvalippen im Duden zu ersetzen. Das Anliegen der Petition wurde nicht umgesetzt.

### Kritik an Schamlippenverkleinerung

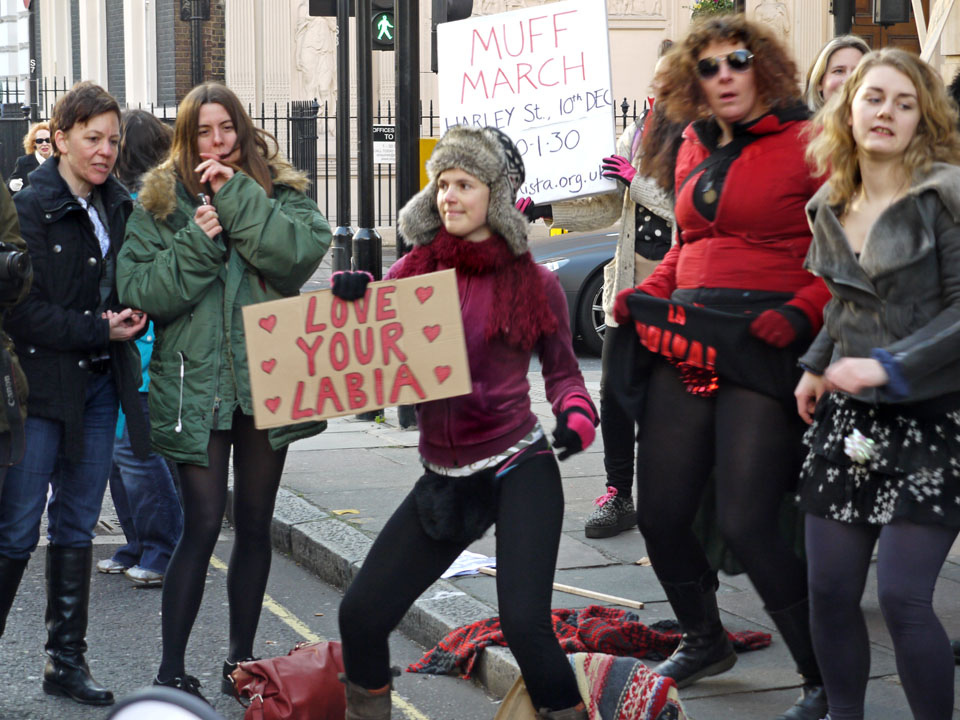
„Love your Labia! (Liebe deine Schamlippen!)“ – Plakat auf dem Londoner Muff March (2011)

Mit der wachsenden Nachfrage nach kosmetisch motivierten operativen Schamlippenverkleinerungen geht das Entstehen eines Schönheitsideals einher. Während in früheren Zeiten diese Körperregion dem öffentlichen Blick entzogen war, werden Schamlippen zunehmend ästhetischen Maßstäben unterworfen.
Viele der pubertierenden und sich in der Adoleszenzphase befindenden Mädchen und Frauen nehmen das Aussehen ihrer Genitalien als „unnormal“ wahr, obgleich sich diese in der physiologisch-anatomischen Schwankungsbreite befinden. Anatomische Normalität und Soziale Norm werden nicht klar getrennt. Auch scheint die zunehmende, (einseitige) Medikalisierung der Sexualität einen Einfluss auf die eigene Körperwahrnehmung der Frauen zu haben. Denn gerade unter Mädchen zu Beginn der Pubertät können Abweichungen von diesen Normerwartungen zu Unsicherheiten und Selbstzweifeln führen. Eine mögliche Prävention besteht in der frühzeitigen Wissensvermittlung über die Beschaffenheit der Genitalien im Rahmen der Sexualpädagogik. Die Professorin für Gesundheitswissenschaften der Universität Hamburg, Ingrid Mühlhauser, äußerte hierzu:

„Es müsse viel stärker ins öffentliche Bewusstsein gelangen, dass es ein Spektrum der Normalität und des Variantenreichtums des menschlichen Körpers gebe, das nicht einer bestimmten Norm entsprechen sollte.“

Dazu gehört insbesondere auch die Präsentation von Bildmaterial nicht-operierter und auch nicht-rasierter Genitalien, um ein differenziertes Bild der natürlichen Varianz der Schamlippen zu vermitteln. Einige Medien sind bestrebt, diesen Entwicklungen entgegenzuwirken, als Beispiel sei die Jugendzeitschrift Bravo genannt, die versucht, ein realistischeres Körperbild beziehungsweise eine Veränderung in der eigenen Körperwahrnehmung zu vermitteln, indem auf fotografischen Abbildungen unretuschierte Genitalien in ihrer natürlichen Vielfalt dargestellt werden.
Die feministische Protestbewegung Labia Pride basiert ebenfalls auf diesen Kritikpunkten.

## Erkrankungen und Verletzungen
Neben der Hypertrophie, deren Krankheitswert subjektiv sein kann, der Genitalverstümmelung, die eine erhebliche Verletzung mit Krankheitswert darstellt, gibt es noch die Labiensynechie (lat. Synechie Verklebung). Hierbei besteht eine partielle bzw. komplette Verklebung der kleinen Schamlippen. Im Regelfall wird die Labiensynechie frühzeitig erkannt und behandelt. Am häufigsten sind Mädchen von zwei bis vier Jahren betroffen, aber auch Frauen in der Menopause können unter einer Labiensynechie leiden. Eine Labiensynechie stellt keine Fehlbildung der Geschlechtsorgane dar, sondern wird häufig durch einen Mangel an Östrogenen ausgelöst. Vor der Pubertät und in der Menopause produzieren die Eierstöcke keine Östrogene. Eine Labiensynechie kann dann durch eine übertriebene oder unzureichende Hygiene ausgelöst werden.